# Santa Maura (Huesca)
Santa Maura es una entidad de población española del municipio de Valle de Bardají, perteneciente a la provincia de Huesca, en la comunidad autónoma de Aragón. En 2023, la entidad singular de población tenía empadronados doce habitantes.